# Willie Mitchell
Willie Mitchell (Ashland, 1 de março de 1928 – Memphis, 5 de janeiro de 2010) foi um músico e produtor musical norte-americano de soul, rhythm and blues, rock and roll, pop e funk.

## Discografia
- 1963: Sunrise Serenade
- 1965: It's Dance Time
- 1966: It's What's Happenin
- 1967: Ooh Baby, You Turn Me On
- 1967: The Hit Sound of Willie Mitchell
- 1968: Willie Mitchell Live at the Royal
- 1968: On Top 1969
- 1969: Solid Soul
- 1969: Soul Bag
- 1970:Robbin's Nest
- 1970: The Many Moods of Willie Mitchell
- 1971: Hold It
- 1971: Listen Dance
- 1977: Willie Mitchell Live
- 1981: Willie Willie Willie
- 1986: That Driving Beat
- 2003: Walkin' With Willie
- 2008: Best Damn Fool (com Buddy Guy)